# Petreni (Fehér megye)
Petreni falu Romániában, Erdélyben, Fehér megyében. Közigazgatásilag Bucsony községhez tartozik.

## Fekvése
Bucsum-Muntár közelében fekvő település.

## Története
Petreni korábban Bucsum-Muntár része volt, 1956 táján vált külön, ekkor 32 lakosa volt.
1966-ban 23, 1977-ben 20, 1992-ben 10, 2002-ben pedig 6 román lakosa volt.